# Tibouchina rusbyi
Tibouchina rusbyi är en tvåhjärtbladig växtart som beskrevs av Célestin Alfred Cogniaux. Tibouchina rusbyi ingår i släktet Tibouchina och familjen Melastomataceae. Inga underarter finns listade i Catalogue of Life.